# Tokyo Vampire Hotel
Tokyo Vampire Hotel (東京ヴァンパイアホテル) est une mini-série japonaise réalisée en 2017 par Sion Sono pour la plateforme de VOD Amazon Prime Video. Découpée en dix épisodes, mais numérotée de 1 à 9 (le huitième épisode est en deux parties).
Une version cinéma de 2h22 fut projetée lors de différents festivals, notamment au Festival international de film de Chicago de 2017 et à l'Étrange Festival en 2017.

## Synopsis
Le jour de son vingt-deuxième anniversaire, Manami assiste au massacre de toutes ses amies. Pourchassée par deux clans vampires, le clan Dracula et celui des néo-vampires, elle se retrouve bientôt prise au piège avec d'autres jeunes adultes dans un hôtel particulier souterrain, aux allures de bunker baroque. Une apocalypse nucléaire plane alors sur la Terre.

## Fiche technique
- Titre : Tokyo Vampire Hotel
- Titre original : 東京ヴァンパイアホテル
- Réalisation : Sion Sono
- Scénario : Sion Sono
- Production : Yoshinori Chiba, Tomoo Fukatsu, Amazon Prime Video
- Musique : Tomohide Harada, générique par Tricot
- Photographie : Maki Itô, Tomoaki Iwakura
- Montage : Jun'ichi Itō (ja)
- Société de distribution : Amazon Prime Video, Nikkatsu
- Pays d'origine : Japon
- Langue originale : japonais
- Format : couleur - numérique
- Genres : horreur, fantastique
- Durée : 389 minutes (découpé en dix épisodes de 30 à 50 minutes) / 142 minutes (montage film)
- Dates de sorties : 16 juin 2017 (Prime Video)
- Classification : +18 (Prime Video international)[3]

## Distribution
- Ami Tomite : Manami
- Kaho : K
- Yumi Adachi : la comtesse (ou Impératrice selon les traductions)
- Megumi Kagurazaka : Elizabeth Báthory
- Shinnosuke Mitsushima : Yamada

## Autour du film
- C'est la cinquième collaboration entre Sono Sion et Ami Tomite, que l'on avait remarqué dans des rôles aussi extrêmes qu'hétéroclites tels que dans  Shinjuku Swan, Tag, Antiporno ou Madly[4].
- Deux plus tard, en 2019, Sono Sion réalise une nouvelle mini-série pour la plateforme Netflix : The Forest of Love. Comme pour Tokyo Vampire Hotel, une version film de 2h30 sera montée et diffusée en festival[5].
- La chanson du générique, "Tokyo Vampire Hotel", est jouée par le groupe de math rock Tricot.